# Barreiras
Barreiras là một đô thị thuộc bang Bahia, Brasil. Đô thị này có diện tích 7895,241 km², dân số năm 2016 là 155519 người, mật độ 20,63 người/km².